# Talkirche Münnerstadt

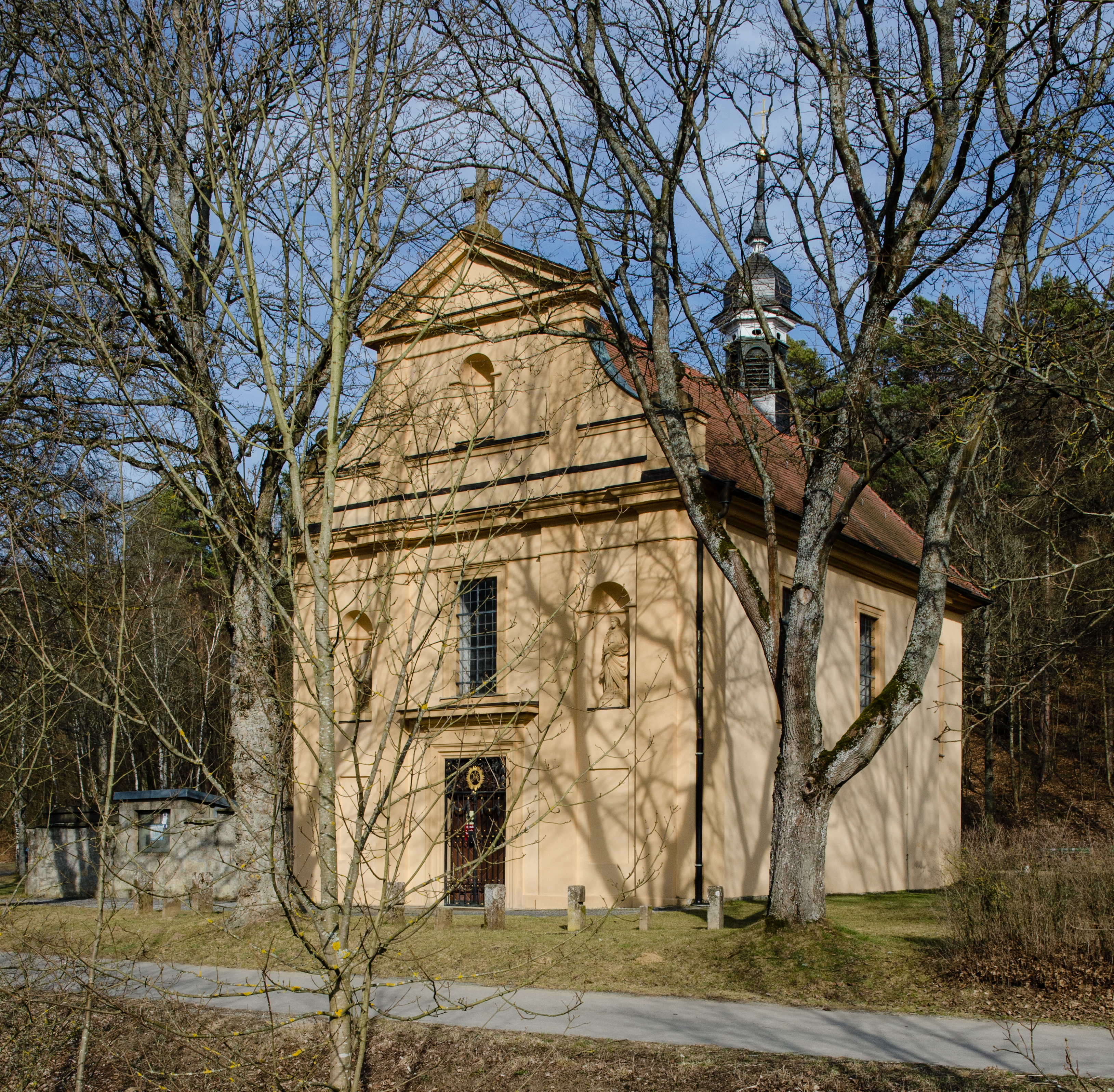
Talkirche Münnerstadt

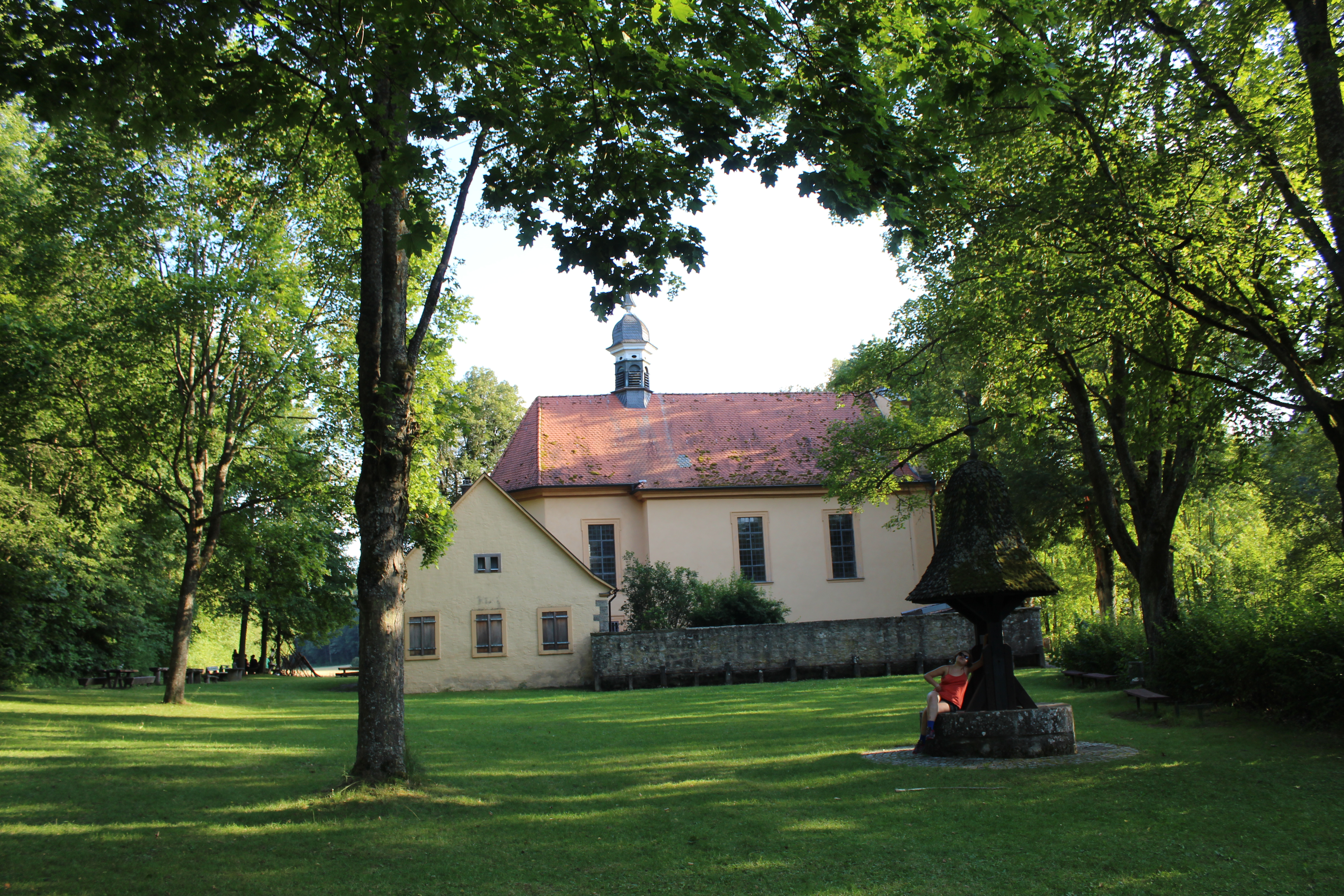
Talkirche Münnerstadt

Die Talkirche, manchmal auch noch in der alten Schreibweise Thalkirche, ist eine barocke Wallfahrtskirche im Rannunger Tal bei Münnerstadt (Unterfranken). Sie trägt verschiedene Namen: „Wallfahrtskirche zum Heiligen Kreuz“, „Gnadenkapelle im Rannunger Tal“ oder „Rannunger Talkirche“. Die Kirche gehört zur Pfarrei Münnerstadt (Bistum Würzburg) und ist dem Heiligen Kreuz geweiht. In ihr wird auch eine Mariendarstellung als Gnadenbild verehrt. Die Talkirche ist zugleich ist ein Gemeindeteil von Münnerstadt.

## Geschichte
Die erste urkundliche Erwähnung der Kirche stammt aus dem Jahre 1360 (im Saalbuch der Deutschherren); der Grund ihrer Erbauung liegt im Dunkeln. Sie befand sich ursprünglich allerdings nicht in so abgeschiedener Lage wie heute, sondern an der belebten Straße von Würzburg nach Sachsen-Meiningen (vgl. Via Romea), was vermuten lässt, es habe sich hier auf dem langen Weg zwischen Münnerstadt und Rannungen seit dem Mittelalter eine Herberge mit „Kirchlein“ befunden. Seit 1449 ist belegt, dass ein Einsiedler ständig in der Nähe der Kirche lebte. Nach den Wirren des Dreißigjährigen Krieges war der Vorgängerbau der heutigen Kirche unbrauchbar geworden und man begann im Jahre 1712 nach Plänen des Würzburger Hofarchitekten Joseph Greissing mit einem Neubau. Die Weihe der Kirche erfolgte am 19. August 1716 durch den Würzburger Weihbischof Johann Bernhard Mayer, wohl in Verbindung mit der Weihe der Rannunger Pfarrkirche.

## Prozessionen
Die Kirche ist nicht nur ein beliebter Ort für Maiandachten und Trauungen, sondern auch Ziel von Prozessionen.
Heutzutage findet alljährlich um den 25. April die Markusprozession statt. Sie beginnt an der St.-Maria-Magdalena-Kirche und führt zur Talkirche. Auf halbem Wege macht sie am Hohen Kreuz sowie am nahe gelegenen Kreuzschlepper Halt.
Am Fest Kreuzerhöhung führen traditionell Prozessionen der Pfarrgemeinden Oberwerrn und Rannungen zur Talkirche.

## Sage
Nach einer in der Bevölkerung verbreiteten Sage geht der Bau der ersten Kapelle auf zwei Bauern aus Rannungen zurück, die bei der Erntearbeit im Tal von heftigem Regen überrascht wurden. Das Wasser staute sich im engen Tal derart an, dass sie mit dem schwer beladenen Fuhrwerk im Morast stecken blieben und mitsamt den Zugtieren in eine äußerst gefährliche Lage gerieten. Deshalb leisteten sie das Gelübde, der Muttergottes im Tal eine Kapelle zu bauen, wenn sie mit Tieren und Fuhrwerk unversehrt nach Hause zurückkämen.

## Ausstattung
Die Kirche ist mit drei Altären im klassizistischen Stil ausgestattet. Auf dem linken Seitenaltar befindet sich das Gnadenbild, die Kopie einer gotischen Muttergottesdarstellung aus Holz. Sie soll im 19. Jahrhundert aus einer Holzkapelle hierher übertragen worden sein, die sich unmittelbar neben der Kirche befand. Bemerkenswert sind einige in der Kirche ausgestellte Votivgaben. Die beiden Glocken im Dachreiter haben die Töne gis″ und c″′.

## Freialtar

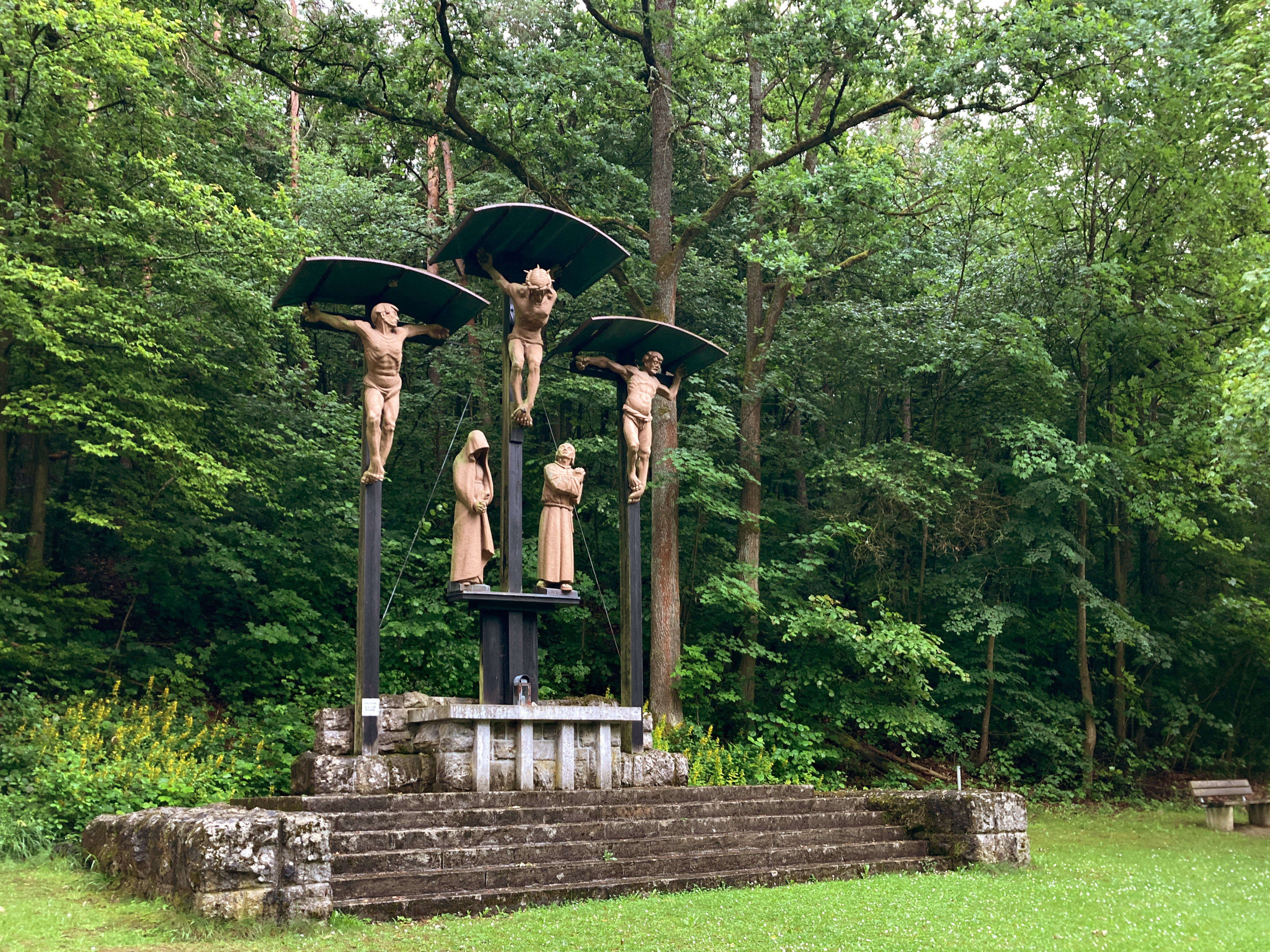
Freialtar mit Kreuzigungsgruppe von Gottfried Albert, 1941

Auf der Wiese neben der Kirche befindet sich ein steinerner Freialtar, über dem sich eine überlebensgroße Kreuzigungsgruppe aus dem Jahre 1941 erhebt. Das Werk des Münchener Bildhauers Gottfried Albert stellt in expressivem Stil den gekreuzigten Christus, den Heiligen Johannes, Maria, die Mutter Jesu und die beiden Schächer dar.